# Stio
Stio község (comune) Olaszország Campania régiójában, Salerno megyében.

## Fekvése
A megye központi részén fekszik. Határai: Campora, Gioi, Laurino, Magliano Vetere és Orria.

## Története
Első említése a 11. századból származik. A következő századokban nemesi birtok volt. A 19. században nyerte el önállóságát, amikor a Nápolyi Királyságban felszámolták a feudalizmust.

## Népessége
A népesség számának alakulása:

## Főbb látnivalói
- SS. Pietro e Paolo-templom
- San Giovanni Battista-templom